# Nicrophorus basalis
For the original beetle named Nicrophorus basalis by Gistel in 1848 but realized to have already been catalogued under a different name, see Nicrophorus interruptus
Nicrophorus basalis là một loài bọ cánh cứng trong họ Silphidae được miêu tả bởi Faldermann in 1835.